# La bella di Camarda
La bella di Camarda è un'opera letteraria scritta, in forma di novella in rima, dal poeta e uomo politico Emidio Cappelli.

## Opera
Dedicata a Saverio Baldacchini, La bella di Camarda è stata pubblicata a Napoli nel 1857, e ristampata a Milano l'anno successivo. La novella abruzzese, come recita il suo sottotitolo, riscosse un buon successo di critica, tanto da essere recensita, positivamente, da più periodici, come ad esempio la «Civiltà Cattolica», e da più autori, fra i quali Benedetto Croce, Camillo Minieri Riccio, che la definì «leggiadrissima», e Raffaele de Cesare. Quest'ultimo, in particolare, parlò dell'opera come «bellissima per purezza di forma, d'immagini e di reminiscenze dantesche». Ciononostante, neanche un decennio dopo la pubblicazione Cesare Cantù la citava fra le opere tanto «lodate» quanto presto dimenticate.

## Trama
La trama del poema del Cappelli è ambientata a Camarda, un piccolo centro abruzzese all'epoca autonomo, ora frazione dell'Aquila, ma ha, nello sfondo, la campagna napoleonica in Russia. Vi si narra la storia di un amore, quello tra il taglialegna Nicandro e Margherita, una fanciulla che, per la propria bellezza, veniva chiamata da tutti "Bella di Camarda". I due giovani non si erano mai dichiarati l'uno all'altra, soffrendone. A smuovere la storia è Lucia, la madre del giovane, rimasta vedova, che si reca da Margherita, le racconta dei sentimenti del figlio e chiede al padre di lei, anch'egli vedovo, di consentire che i rispettivi figli si sposino. Il permesso viene accordato e la data del matrimonio fissata. 

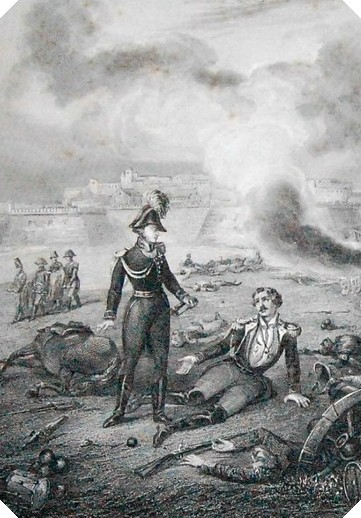
La campagna di Russia dall'edizione 1857 della novella

La gioia però si trasforma presto in dolore, quando Nicandro è chiamato a combattere tra le file dell'esercito napoleonico e, con esso, costretto andare fino in Russia. Il dispiacere per un figlio lontano, e per un altro, Fabio, che era nel frattempo morto cadendo in un dirupo, porta Lucia alla pazzia. Margherita, nella speranza che prima o poi il fidanzato faccia ritorno, si reca ogni giorno, in compagnia della futura suocera, a pregare in una cappelletta nei pressi del paese. Qui, un giorno, è preda del tentativo di ratto da parte di un altro giovane di Camarda, Lorenzo, che era sempre stato respinto da Margherita, la quale cade a terra, perdendo i sensi. Viene in suo soccorso un soldato, che impedisce a Lorenzo di portare a termine il misfatto, evitandogli però di essere oggetto del linciaggio della gente del posto. Il soldato è Nicandro, tornato indenne in patria. Lucia, col ritorno del figlio, ritrova la ragione. Nicandro e Margherita riescono, alla fine, a coronare il loro sogno d'amore.